# Tuffy Neugen
Tuffy Neugen fue un jugador de fútbol brasileño. Considerado un nombre legendario de la historia del Sport Club Corinthians Paulista. Era un tipo extraño con anchas patillas y apodado el Satanás.
Uno de los responsables por el tricampeonato paulista de 1928 a 1930 obtenido por Corinthians, él protagonizó historias como tomar emprestado el sombrero de un hincha para la defensa de un penal, pero dejar la pelota pasar. Es dicho que, cuando murió, fue sepultado con la camisa de su club.